# Futur de la Terra

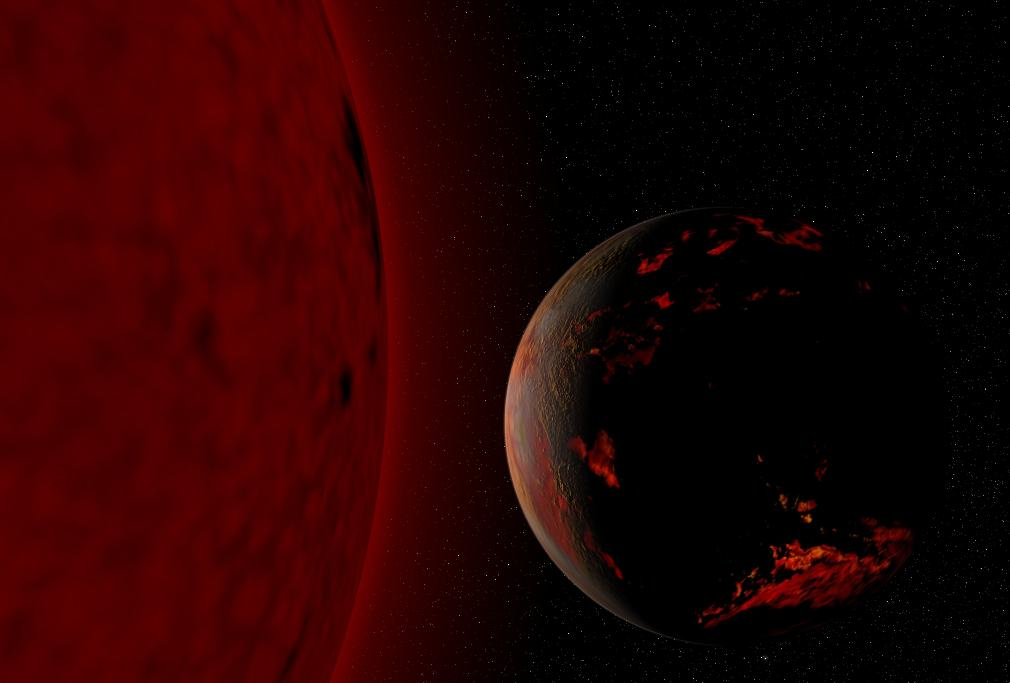
Il·lustració de la Terra socarrimada després que el Sol hagi entrat en la fase de gegant vermella, d'aquí a set mil milions d'anys

El futur de la Terra es determinarà per una diversitat de factors, incloent-hi augments en la lluminositat del Sol, la pèrdua d'energia calorífica del nucli de la Terra, pertorbacions per altres cossos del sistema solar i la bioquímica de la superfície de la Terra. La teoria de Milanković prediu que el planeta continuarà patint cicles de glaciacions a causa de l'excentricitat, l'obliqüitat i la precessió de l'òrbita de la Terra. Com a part de l'actual cicle supercontinental, la tectònica de plaques provocarà un supercontinent d'aquí a 250-300 milions d'anys. En algun moment entre els pròxims 1.500 i 4.500 milions futurs, la inclinació de l'eix de la Terra podria començar a tenir variacions caòtiques, amb canvis de més de 90°.
D'aquí a mil o dos mil milions d'anys, l'augment regular de la radiació solar a causa de l'acumulació d'heli al nucli del Sol provocarà la pèrdua dels oceans i l'aturada de la deriva continental. D'aquí a quatre mil milions d'anys, l'augment en la temperatura superficial de la Terra provocarà un efecte d'hivernacle descontrolat. En aquest punt, la major part de la vida, si és que no tota, estarà extinta. El final més probable del planeta és l'absorció per part del Sol en uns 7.500 milions d'anys, després que l'estrella entri en la fase de gegant vermella i s'expandeixi fins a passar l'òrbita del planeta.

## Influència humana
Actualment, els humans tenen un paper important en la biosfera, i la població mundial domina molts dels ecosistemes de la Terra. Això ha provocat una extinció d'altres espècies durant l'època geològica actual, anomenada extinció de l'Holocè. L'enorme escala de pèrdua d'espècies per influència humana s'ha anomenat crisi biòtica, i a data del 2007 havien desaparegut aproximadament el 10% del nombre total d'espècies. Al ritme actual, el 30% de les espècies estaran en risc d'extinció al llarg dels pròxims cent anys. L'extinció de l'Holocè és el resultat de la destrucció d'hàbitats, la introducció d'espècies invasores, la caça i el canvi climàtic. L'activitat humana ha tingut un impacte significatiu sobre la superfície del planeta. Més d'una tercera part de la superfície de terra s'ha modificat per les accions humanes, i els humans utilitzen al voltant del 20% de la producció primària. La concentració de diòxid de carboni a l'atmosfera ha augmentat gairebé un 30% des de l'inici de la Revolució industrial.
S'ha predit que les conseqüències d'una crisi biòtica persistent podrien durar com a mínim cinc milions d'anys. Podrien provocar una disminució de la biodiversitat i una homogeneïtzació de la biota, acompanyada per una proliferació d'espècies que són oportunistes, com plagues i males herbes. També podrien emergir noves espècies; en particular, tàxons que prosperen en ecosistemes dominats per humans i es podrien diversificar en moltes noves espècies. Molt probablement, els microbis es veuran beneficiats per l'augment de nutrients en l'ambient. Tanmateix, és probable que no apareguin noves espècies a partir dels grans vertebrats existents, per la qual cosa s'escurçarien les cadenes tròfiques.

## Òrbita i rotació
Les pertorbacions gravitacionals dels altres planetes del sistema solar combinades modifiquen l'òrbita de la Terra i l'orientació de l'eix de rotació. Aquest canvis poden influenciar el clima del planeta.

### Glaciació
Històricament, hi ha hagut períodes cíclics de glaciació en què capes de gel cobrien les latituds altes dels continents. La teoria de Milanković prediu que les glaciacions es produeixen a causa de factors astronòmics en combinació amb els mecanismes de retroacció climàtica i la tectònica de plaques. Els factors astronòmics principals són una excentricitat orbital més gran que la normal, una inclinació axial baixa i l'alineació del solstici d'estiu amb l'afeli. Cada un d'aquests efectes es produeixen cíclicament. Per exemple, l'excentricitat canvia en cicles d'entre 100.000 i 400.000 anys, amb una variació dels valors de 0,01 a 0,05. Això és equivalent a un canvi en el semieix major de l'òrbita del planeta del 99,95% del semieix major al 99,88%, respectivament.
Actualment, la Terra es troba en un període interglacial, que normalment duraria al voltant de 25.000 anys. El ritme actual d'increment d'alliberament de diòxid de carboni a l'atmosfera per l'activitat antròpica podria retardar l'arribada de la següent glaciació fins d'aquí a 50.000-130.00 anys. Tanmateix, un escalfament global de duració finita (basant-se en el fet que l'ús de combustibles fòssils cessarà al voltant de l'any 2200) probablement només retardarà 5.000 anys el cicle de glaciacions. Per tant, un període curt d'escalfament global induït al llarg de pocs segles només tindria un impacte limitat a llarg termini.